# The Witch
The Witch er en amerikansk stumfilm fra 1916 af Frank Powell.

## Medvirkende
- Nance O'Neil som Zora Fernandez
- Alfred Hickman som Mendoza
- Frank Russell som Fernandez
- Macey Harlam som Pedro
- Ada Neville som Isha